# Luxembourg aux Jeux olympiques d'hiver de 1998
Le Luxembourg a envoyé une délégation pour participer aux Jeux olympiques d'hiver de 1998 à Nagano, au Japon, du 7 au 22 février 1998. Il s'agissait de la sixième participation du Luxembourg à des Jeux olympiques d'hiver. La délégation luxembourgeoise était composée d'un seul athlète, le patineur artistique Patrick Schmit. En simple masculin, il a terminé à la 29e place.

## Contexte
Le Luxembourg a rejoint la compétition olympique pour la première fois lors des Jeux olympiques d'été de 1900 et a participé pour la première fois aux Jeux olympiques d'hiver en 1928. Leur participation aux Jeux olympiques d'hiver a été sporadique depuis, le Luxembourg n'ayant envoyé aucune délégation aux Jeux olympiques d'hiver de 1948 à 1984. Nagano a marqué la sixième participation du Luxembourg à des Jeux olympiques d'hiver. La délégation luxembourgeoise à Nagano était composée d'un seul patineur artistique, Patrick Schmit. Il a donc été choisi comme porte-drapeau pour la cérémonie d'ouverture.

## Patinage artistique
Patrick Schmit avait 23 ans au moment des Jeux olympiques de Nagano, et faisait son unique apparition olympique. L'épreuve masculine en simple s'est déroulée sur deux soirées, le programme court étant disputé le 12 février, et le patinage libre le 14 février. Dans le programme court, il a reçu un total de 71,5 points, ce qui l'a placé à la 29e et dernière place pour cette épreuve. Seuls les 24 premiers ont été autorisés à participer au programme libre, ce qui signifie que Schmit a été éliminé le premier soir de la compétition.
| Athlète        | PC | PL  | SR  | Rang |
| -------------- | -- | --- | --- | ---- |
| Patrick Schmit | 29 | DNF | DNF | –    |